# Fontfreda (Serradell)
Fontfreda és un paratge del terme municipal de Conca de Dalt, a l'antic terme de Toralla i Serradell, al Pallars Jussà, en territori que havia estat del poble de Serradell.
Està situat a la dreta del riu de Serradell, al sud-est del poble d'aquest nom. Al nord-oest del Serrat de Berbui, és al sud-est de les Sorts i a migdia dels Horts, al sud-oest de l'Obac d'Erinyà.